# Bundesstraße 183a
Pour les articles homonymes, voir Route 183.
La Bundesstraße 183a est une Bundesstraße dans les Länder de Saxe-Anhalt et de Saxe.

## Histoire
Le numéro 183a est attribué à l'époque de la RDA pour le réseau des routes longue distance. Contrairement à la République fédérale d'Allemagne, où de nouveaux numéros à partir de 399 sont apparus, les numéros avec une extension a sont utilisés en RDA. Cependant, la Bundesstraße 183 et la Bundesstraße 183a n'ont aucun lien.

## Source
- (de) Cet article est partiellement ou en totalité issu de l’article de Wikipédia en allemand intitulé « Bundesstraße 183a » (voir la liste des auteurs).